# Франс, Эурилда

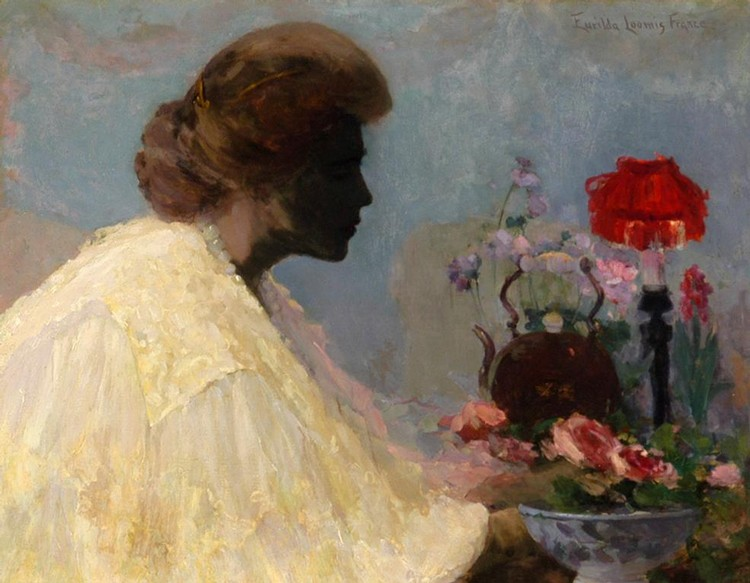
Одна из работ Эурилды Франс

Эурилда Франс (англ. Eurilda France, полное имя Eurilda Loomis France; 1865—1931) — американская художница.

## Биография
Родилась в 1865 году в Питтсбурге.
Поехала в Европу, чтобы обучаться живописи. В Париже в числе её учителей были Жюль Лефевр и Жан-Жозеф Бенджамен-Констан. Она также училась в Академии Жюлиана у Каролюс-Дюрана.
24 января 1889 года Эурилда вышла замуж за своего коллегу — американского художника Джесси Лича Франса .
В 1890 году Эурилда Франс выставлялась на Парижском салоне. Также она представляла свои работы в Женском здании на Всемирной Колумбийской выставке 1893 года в Чикаго. Экспонировалась в Пенсильванской академии изящных искусств и Национальной академии дизайна.
Художница являлась членом Американской федерации искусств, Общества независимых художников и клуба New Haven Paint and Clay Club.
Умерла в 1931 году в Нью-Хейвене. Была похоронена на кладбище Allegheny Cemetery в Питтсбурге.